# Imma Colomer Marcet
Imma Colomer Marcet (Barcelona, 1948) és una actriu i directora catalana de teatre, televisió i cinema. També és co-fundadora del Teatre Lliure i de la companyia  Els Comediants.

## Treballs destacats

### Teatre
- Non Plus Plis (1972)
- Catacroc (1973)
- Les tres germanes de Txékhov, amb Maife Gil (Maixa), Imma Colomer (Olga), Muntsa Alcañiz (Irina), Anna Lizaran, Lluís Homar, Rafael Anglada. Direcció de Lluís Pasqual i Fabià Puigserver. Estrenada al Teatre Lliure (juny 1979)
- Tango de Dom Joan de Quim Monzó (1987).
- Titànic 92 (1989).
- Elsa Schneider  (1989).
- La Señorita de Trevélez (1990).
- No havies d'haver vingut (1991).
- Desig (1991).
- El Desengany (1992).
- Càndid  (1996).
- L'auca del Senyor Esteve (1997).
- La Serventa Amorosa  (1997).
- Morir  (1998).
- Els Gegants de la Muntanya  (2000).
- La Mare Coratge  (2001).
- El Pati  (2002).
- Ronda de Mort a Sinera  (2002).
- L'escola de Dones (2003).
- La Finestra Tancada  (2005).
- La Plaça del Diamant (2007).

### Televisió
- La Caixa Sàvia  (1989).
- Qui? (1990).
- Chicas de Hoy en Día  (1990).
- El Joc del Segle  (1992).
- Barrio Sésamo  (1996).
- Laberint d'ombres (1998-1999).
- El Comisario  (2000).
- Mirall trencat  (2002).
- Pets & Pets  (2002).
- Carbalho  (2002).
- Majoria absoluta  (Capítols del 19 al 35). (2003).
- Hospital Central  (2003).
- Ventdelplà  (2005).

### Cinema
- Tras el Cristal (1986)
- Vida privada (1987)
- Ho sap el ministre? (1991)
- Don Jaime, el conquistador (1994)
- Gimlet (1995)
- Dones (2000)
- La memòria i el perdó (2001)
- Frágil (2004)
- Quito (2004)
- 53 dies d'hivern (2006)

## Premis i reconeixements
L'any 2017 va obtenir el Premi Gonzalo Pérez de Olaguer, així com el Premi Ciutat de Barcelona de Teatre per la seva interpretació a l'espectacle Un tret al cap. L'any següent va rebre el Premi Memorial Margarida Xirgu pel seu paper a Que rebentin els actors, de Gabriel Calderón.